# The Mortal Instruments : La Cité des ténèbres
Pour plus de détails, voir Fiche technique et Distribution.
The Mortal Instruments : La Cité des ténèbres, ou La Cité des ténèbres : La Coupe Mortelle au Québec (The Mortal Instruments: City of Bones), est un film fantastique germano-canado-américain réalisé par Harald Zwart et sorti en 2013. 
Le film est l'adaptation de La Coupe Mortelle, le premier roman de la série littéraire La Cité des ténèbres, issue de la franchise Les Chroniques des Chasseurs d'Ombres de Cassandra Clare.

## Synopsis
Clarissa « Clary » Fray, quinze ans, est une adolescente qui vit à New York, dans Brooklyn. Lors d'une soirée dans un club new-yorkais, le Pandémonium, elle assiste à un spectacle effrayant : trois personnes habillées de noir tuent quelqu'un. Quand sa mère disparaît, Clary découvre le monde des Chasseurs d'Ombres et des Créatures Obscures telles que des vampires, elfes, loups-garous et sorciers. Accompagnée de Jace (un des hommes en noir) et d'autres Chasseurs d'Ombres de l'Institut, Clary va tenter de comprendre ce monde et de sauver sa mère, avec au fil du temps des révélations de plus en plus surprenantes.

## Fiche technique
- Titre original : The Mortal Instruments: City of Bones
- Titre français : The Mortal Instruments : La Cité des ténèbres
- Titre québécois : La Cité des ténèbres : La Coupe Mortelle
- Réalisation : Harald Zwart
- Scénario : Jessica Postigo d'après La Cité des ténèbres : La Coupe Mortelle de Cassandra Clare
- Direction artistique : Anthony A. Ianni
- Décors : François Séguin
- Costumes : Gersha Phillips
- Photographie : Geir Hartly Andreassen
- Montage : Jacqueline Carmody
- Musique : Atli Örvarsson
- Production : Don Carmody et Robert Kulzer
- Producteurs exécutifs : Michael Lynne, Martin Moszkowicz, Dylan Sellers et Robert Shaye
- Sociétés de production : Constantin Film, Unique Features, Mr. Smith Productions et Don Carmody Productions
- Sociétés de distribution :
  - Allemagne : Constantin Film
  - États-Unis : Screen Gems (cinéma) ; Sony Pictures Entertainment (vidéo)
  - Québec : Les Films Séville
  - France : UGC Distribution (cinéma) ; TF1 Vidéo (vidéo)
- Budget : 60 000 000 de dollars[2]
- Pays de production : Allemagne, Canada, États-Unis
- Langue originale : anglais
- Format : couleur - 35 mm - 1,85:1 - son Dolby numérique
- Genre : fantastique
- Durée : 130 minutes
- Dates de sortie : 
  - États-Unis, Canada, Québec, Royaume-Uni : 21 août 2013[3]
  - Allemagne : 29 août 2013[3]
  - France, Belgique : 16 octobre 2013[1],[3]

## Distribution

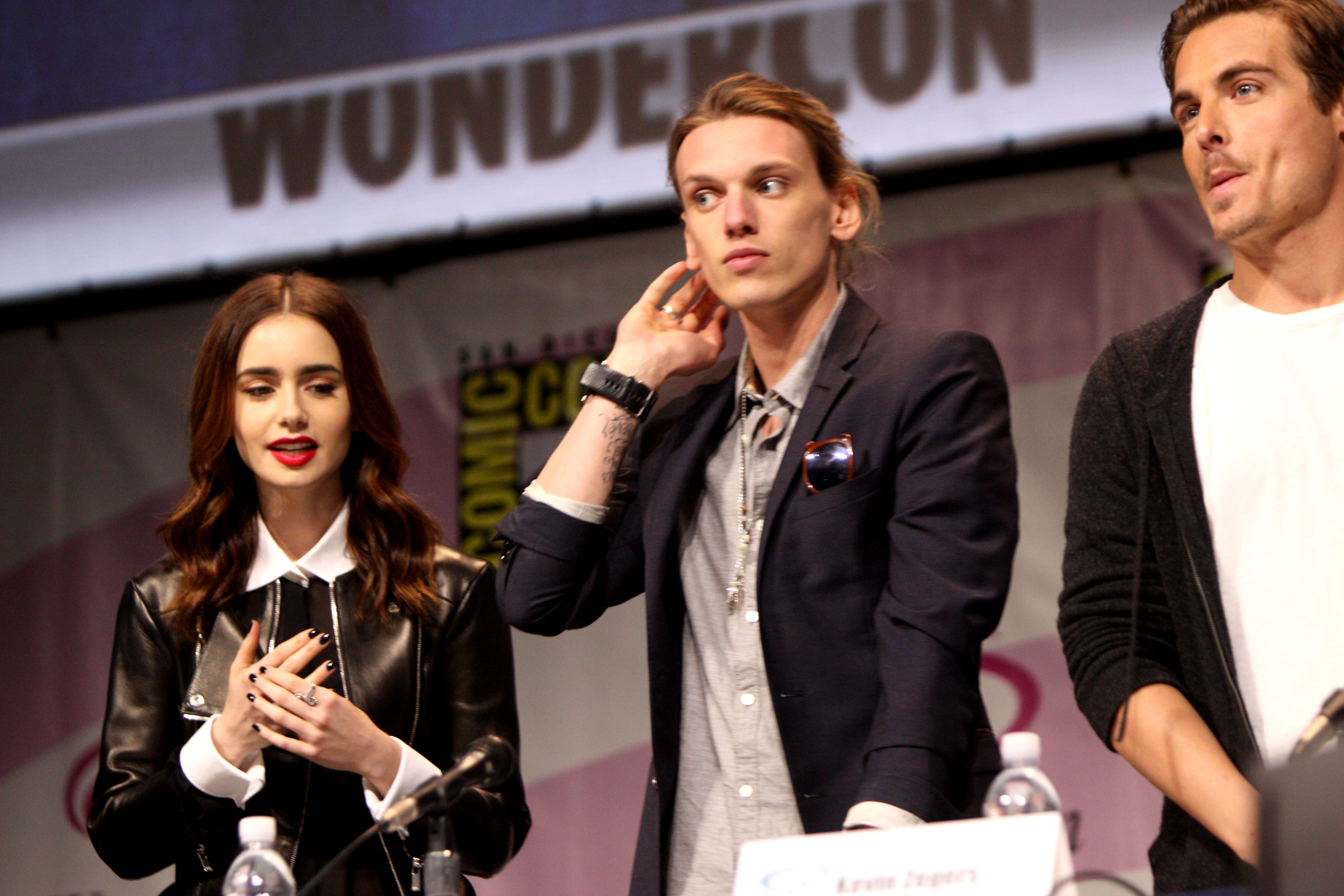
Les acteurs principaux Lily Collins, Jamie Campbell Bower et Kevin Zegers à la WonderCon en 2013 pour la promotion du film.

- Lily Collins (V. F. : Julie Cavanna ; V. Q. : Kim Jalabert) : Clarissa « Clary » Fray
- Jamie Campbell Bower (V.F. : Yoann Sover ; V. Q. : Éric Paulhus) : Jace Wayland
- Robert Sheehan (V. F. : Julien Alluguette ; V. Q. : Maxime Desjardins) : Simon Lewis
- Jemima West (V. F. : Elle-même ; V. Q. : Bianca Gervais) : Isabelle « Izzy » Lightwood
- Kevin Zegers (V. F. : Gauthier Battoue ; V. Q. : Nicholas Savard L'Herbier) : Alexander « Alec » Lightwood
- Jonathan Rhys-Meyers (V. F. : Rémi Bichet ; V. Q. : Alexis Lefebvre) : Valentin Morgenstern
- Lena Headey (V. F. : Rafaèle Moutier ; V. Q. : Anne Bédard) : Jocelyn Fray / Fairchild
- Aidan Turner (V. F. : Mathieu Moreau ; V. Q. : David Laurin) : Lucian « Luke » Garroway / Graymark
- Jared Harris (V. F. : Patrick Raynal) : Hodge Starkweather
- Godfrey Gao (V. F. : Thierry D'Armor ; V. Q. : Adrien Bletton) : Magnus Bane
- CCH Pounder (V. F. : Catherine Artigala ; V. Q. : Chantal Baril) : Madame Dorothea
- Kevin Durand (V. F. : Guillaume Orsat ; V. Q. : Patrick Chouinard) : Emil Pangborn
- Robert Maillet (V. Q. : Paul Sarrasin) : Samuel Blackwell
- Stephen R. Hart (V. F. : Gilles Morvan) : Frère Jeremiah
- Harry Van Gorkum : Alaric
- Elyas M'Barek : Le chef des vampires du clan de New York (Raphaël Santiago)
- Chad Connell : Lambert
- Chris Ratz : Eric

Source et légende : Version française (V. F.) sur AlloDoublage ; Version québécoise (V. Q.) sur Doublage Québec

## Production
Peu après le début de la publication des premiers volumes de la série littéraire La Cité des ténèbres, Cassandra Clare et son éditeur proposent plusieurs projets d'adaptations à divers studios. Malheureusement, la plupart des studios refusent de produire un film mettant en scène un personnage principal féminin et proposent de le changer par un premier rôle masculin, ce que la romancière refuse. 
En 2010, le studio allemand Constantin Film obtient les droits d'adaptation de la franchise Les Chroniques des Chasseurs d'Ombres, incluant La Cité des ténèbres. Le studio s'associe avec les sociétés de production Don Carmody Productions et Unique Features. Le studio américain Screen Gems obtient quant à lui les droits de distribution aux États-Unis.
En décembre 2010, il est annoncé que Lily Collins interprétera le personnage principal du film, Clary Fray.
Le tournage principal du film s'est déroulé entre le 20 août 2012 et le 7 novembre 2012 à Toronto et Hamilton au Canada.

## Bandes-originales

### Original Motion Picture Soundtrack
Liste des titres
1. Into the Lair - Zedd
2. Almost Is Never Enough - Ariana Grande et Nathan Sykes
3. 17 Crimes (LA Riots remix) - AFI
4. Heart by Heart - Demi Lovato
5. Bring Me Home - Youngblood Hawke
6. When the Darkness Comes - Colbie Caillat
7. Strangers (feat. Tove Lo) - Seven Lions, Myon et Shane 54
8. Magnetic - Jessie J
9. Bear - Pacific Air
10. All About Us (feat. Owl City) - He Is We
11. Calling from Above - Bassnectar
12. Start a Riot - Jetta
13. Strange Days - Bryan Ellis

### Original Motion Picture Score
Liste des titres
1. Clary's Theme
2. City of Bones
3. Your Secret is Safe
4. The Clave's Curse
5. Pretty Far From Brooklyn
6. Close the Dome
7. The Mortal Cup
8. The Angel Rune
9. Madame Dorothea
10. Magnus Bane
11. Demon Doll
12. Where's the Cup?
13. You're a Morgenstern
14. J.C.
15. She's Not a Mundane
16. Valentine
17. Midnight in the Garden
18. Vampires and Werewolves
19. Mortal Instruments - The Opening
20. The Portal

## Accueil

### Critiques
Le film a reçu des critiques négatives, recueillant 12 % de critiques positives, avec une note moyenne de 3,9/10 et sur la base de 115 critiques collectées, sur le site agrégateur de critiques Rotten Tomatoes. Sur Metacritic, il obtient un score de 33/100 sur la base de 35 critiques collectées.

### Box-office
| Pays/Région   | Box-office   |
| ------------- | ------------ |
| États-Unis    | 31 165 421 $ |
| France        | 3 357 583 $  |
| International | 42 000 000 $ |
| Mondial       | 73 165 421 $ |

Le film fait un score moyen au box-office américain, ne récoltant que 31 millions de dollars. Le film bénéficie aussi de résultats moyens à l'étranger avec 42 millions de dollars de récoltés. En France, le film a fait 380 366 entrées soit un peu plus de 3 millions de dollars récoltés. En tout, le film a récolté un peu plus de 73 millions de dollars, soit très peu de bénéfices étant donné son coût de production de 60 millions de dollars.

## Projet de suite et reboot
À la suite de l'échec du film au box-office mondial, l'adaptation du deuxième roman intitulé L'Épée mortelle (City of Ashes en V.O) qui devait être réalisée par Harald Zwart a été  repoussée indéfiniment.
Fin 2014, Constantin Film annonce que l’adaptation au cinéma de la série littéraire est officiellement annulée et qu'un reboot sous forme de série télévisée est en développement. 
Intitulée Shadowhunters, la série est produite par le réalisateur McG et est diffusée entre 2016 et 2019 sur la chaine Freeform.

## Distinctions

### Nominations
- Prix Écrans canadiens 2014 : 
  - Meilleurs costumes
  - Meilleure direction artistique
- Teen Choice Awards 2014 :
  - Film d'action préféré
  - Actrice préférée dans un film d'action pour Lily Collins
  - Acteur préféré dans un film d'action pour Jamie Campbell Bower

### Récompenses
- Prix Écrans canadiens 2014 : 
  - Meilleur effets visuels
  - Meilleurs maquillages
  - Meilleur son d'ensemble
  - Meilleur montage sonore